# 月江寺站
月江寺站（日语：／ Gekkōji eki */?）位於日本山梨縣富士吉田市新町二丁目，屬於富士急行大月線的車站，車站編號為FJ15。

## 歷史
- 1931年（昭和6年）10月1日：開業。

## 車站結構
側式月台1面1線的地面車站。

## 使用情況
2017年度（平成25年度）1日平均上下車人次為573人。

## 相鄰車站
富士急行
■大月線
下吉田（FJ14）－月江寺（FJ15）－富士山（FJ16）

## 外部連結
- 月江寺站 （页面存档备份，存于） - 富士急行